# 尼曼查·馬迪
內馬尼亞·馬蒂奇（發音：[němaɲa mǎːtitɕ]；1988年8月1日—），是一名塞爾維亞足球員，司職防守中場，現效力於法甲球隊里昂。馬蒂奇的弟弟亦是一名足球員。
馬蒂奇是身形高大的防守中場，速度雖慢但防守穩健，還有一腳遠射功夫，他曾經是英超最強防守中場之一。

## 生涯
2006年，年僅18歲的馬迪已成為塞爾維亞球會FK拉扎雷瓦茨的一隊成員。他於塞爾維亞足球乙級聯賽貝爾格萊德區令人深刻的表現，使他被斯甲球會高斯錫買入。他在斯洛伐克的表現令人留下深刻印象，他上陣67場聯賽賽事並且攻進4球，協助球隊在2008/09球季獲得第4名。他在斯洛伐克杯的表現同樣矚目，協助球隊於辛迪的NTC體育場裡以3-1的比分擊敗佩特薩爾卡，球會因而首次取得歐霸盃資格。
他同時擁有塞爾維亞與斯洛伐克的國籍。2008/09球季初，他曾在米杜士堡試訓，然而他因需要代表塞爾維亞對丹麥的友賽，而使到試訓期提早結束。
車路士
2009年8月18日，馬迪以150萬英鎊的身價加盟車路士並簽訂四年合約。他被車路士給予21號球衣。2009年9月23日，他在聯賽盃對昆士柏流浪的賽事中被列入後備球員名單中，然而他並沒有入替，球賽最終由車路士以1-0勝出。
2010年8月23日馬迪與同胞隊友一同獲外借到荷甲維迪斯一個球季。
2014年1月15日，馬迪由賓菲加重返車路士，並簽約五年半。
2014年8月30日，車路士作客愛華頓，馬迪射入他第一個英超入球，最後車路士以6-3擊敗愛華頓。
曼联
2017年7月31日，曼联宣布马蒂奇加盟，以4千万转会费签约三年，身披31号球衣。加盟前，普遍球迷都認為不應羅致马蒂奇，但在加盟後，马蒂奇迅即成為曼聯先發後腰，防守能力強，出色的位置感，使曼聯的防守提升了一個層次，相反，其舊東家車路士以4千萬鎊從摩納哥羅致回來的，原想用來頂替马蒂奇的空缺，但巴卡約科一直拿不出表現，防守位置感極差，外間一致認為巴卡約科這宗交易是大水貨。

## 國際賽
2008年10月11日，馬迪在對丹麥U21的賽事中首次代表塞爾維亞U21上陣。他在其後代表塞爾維亞U21上陣的3場賽事中取得了兩個入球後，他於2008年12月14日獲徵召入塞爾維亞對波蘭的友賽名單中。
馬迪亦有參與2009年U21歐洲國家盃，並在第一組對意大利U21的賽事上陣了86分鐘，最終雙方打和0-0，不幸的是他於賽事中與意大利球員乔文科觸碰後，馬迪右腳的第五蹠骨骨折，他不得不接受手術而作治療。

## 榮譽

### 球會
高斯錫
- 斯洛伐克杯冠軍 : 2009年；

切爾西
- 英格蘭聯賽盃冠軍 : 2014-15年
- 英格蘭超級聯賽冠軍 : 2014-15年、2016-17年

本菲卡
- 葡萄牙足球超級聯賽冠軍 : 2013-14
- 葡萄牙聯賽盃冠軍 : 2011-12

### 個人
- PFA年度最佳陣容：2015年

## 外部連結
- Soccerway資料庫：尼曼查·馬迪